# アンドルゼ
アンドルゼ （Andrezé）は、フランス、ペイ・ド・ラ・ロワール地域圏、メーヌ＝エ＝ロワール県のかつて存在したコミューン。

## 地理
モージュ地方にあるアンジューのコミューンである。アンドルゼはボープレオの南東、サン＝フィルベール＝アン＝モージュとジャレの間を通る県道246号線の途上にある。
コミューン内にはモリニエールという森林公園があり、ブーヴロン川という小さな川が流れている。
アンドルゼは地理的に、歴史的なヴァンデの様々な地方からの道が交差する場所に位置している。レ・ゼルビエのおよそ40km東、サン＝フロラン＝ル＝ヴィエイユの南西およそ30km、ブルターニュのクリソンの南東およそ30kmの距離である。

## 歴史
コミューンはヴァンデ戦争のときに特に活動的であった。1794年、いまや廃墟となってしまっているシャトー・デゼイは、フランス共和国軍に攻撃されている。
第一次世界大戦では、アンドルゼ出身の男性59人が戦死した。
2014年、サントル・モージュ自治体間連合に属するコミューン全てが合併してコミューン・ヌーヴェル（fr、サルコジ政権時代に成立したフランス国家領土改革法にのっとり、合併して誕生したコミューンの名称）となる計画が持ち上がった。2015年7月2日、自治体間連合内の全てのコミューンは、2015年12月15日にコミューン・ヌーヴェル、ボープレオ＝アン＝モージュ（Beaupréau-en-Mauges）となることを可決した。

## 人口統計
| 1962年 | 1968年 | 1975年 | 1982年 | 1990年 | 1999年 | 2006年 | 2012年 |
| ------ | ------ | ------ | ------ | ------ | ------ | ------ | ------ |
| 1262   | 1312   | 1371   | 1699   | 1803   | 1799   | 1798   | 1847   |

source=1999年までLdh/EHESS/Cassini、2004年以降INSEE